# Championnat de Hong Kong de football 1953-1954
Navigation
Saison précédente Saison suivante
La saison 1953-1954 du Championnat de Hong Kong de football est la neuvième édition de la première division à Hong Kong, la Premier Division. Elle regroupe, sous forme d'une poule unique, les treize meilleures équipes du pays qui se rencontrent deux fois, à domicile et à l'extérieur. Il n'y a ni promotion, ni relégation en fin de saison.
C'est le club de Kowloon Motor Bus FC qui remporte le championnat cette saison après avoir terminé en tête du classement final, avec un seul point d'avance sur le triple tenant du titre, South China AA et six sur Kitchee SC. C'est le tout premier titre de champion de Hong Kong de l'histoire du club.

## Clubs participants
- Kitchee SC
- Kowloon Motor Bus FC
- Chinese AA
- South China AA
- Eastern AA
- Saint Joseph's FC
- Sing Tao SC
- Hong Kong FC
- Kwong Wah AA
- Army XI
- Royal Air Force FC
- Hong Kong Police FC
- Royal Navy FC

## Compétition
Le barème de points servant à établir les classements se décompose ainsi :
- Victoire : 2 points
- Match nul : 1 point
- Défaite : 0 point

### Classement
| Rang | Équipe               | Pts | J  | G  | N | P  | Bp | Bc  | Diff |
| ---- | -------------------- | --- | -- | -- | - | -- | -- | --- | ---- |
| 1    | Kowloon Motor Bus FC | 41  | 24 | 20 | 1 | 3  | 84 | 25  | +59  |
| 2    | South China AAT      | 40  | 24 | 19 | 2 | 3  | 78 | 16  | +62  |
| 3    | Kitchee SC           | 35  | 24 | 15 | 5 | 4  | 66 | 33  | +33  |
| 4    | Army XI              | 33  | 24 | 14 | 5 | 5  | 57 | 27  | +30  |
| 5    | Sing Tao SC          | 29  | 24 | 13 | 3 | 8  | 69 | 45  | +24  |
| 6    | Kwong Wah AA         | 25  | 24 | 11 | 3 | 10 | 47 | 53  | -6   |
| 7    | Hong Kong FC         | 21  | 24 | 9  | 3 | 12 | 54 | 62  | -8   |
| 8    | Eastern AA           | 21  | 24 | 8  | 5 | 11 | 45 | 53  | -8   |
| 9    | Royal Air Force FC   | 20  | 24 | 9  | 2 | 13 | 60 | 77  | -17  |
| 10   | Hong Kong Police FC  | 20  | 24 | 9  | 2 | 13 | 50 | 57  | -7   |
| 11   | Chinese AA           | 10  | 24 | 3  | 4 | 17 | 24 | 68  | -44  |
| 12   | Royal Navy FC        | 9   | 24 | 3  | 3 | 18 | 30 | 78  | -48  |
| 13   | Saint Joseph's FC    | 8   | 24 | 4  | 0 | 20 | 36 | 106 | -70  |

|  | Champion de Hong Kong 1954 |
|  | T : Tenant du titre        |

## Bilan de la saison
| Championnat de Hong Kong de football 1953-1954                        |                                  |
| Champion                                                              | Kowloon Motor Bus FC (1er titre) |
| Coupes et trophées                                                    |                                  |
| Vainqueur de la Coupe de Hong Kong 1953-1954                          | Non disputée                     |
| Promotions et relégations                                             |                                  |
| Promus en Championnat de Hong Kong de football                        | Aucun                            |
| Relégués en Championnat de Hong Kong de football de deuxième division | Aucun                            |